# دانييلا كيلر
دانييلا كيلر هي راقصة على الجليد سويسرية، ولدت في 16 أبريل 1985.

## وصلات خارجية
- دانييلا كيلر على موقع الاتحاد الدولي للتزلج (الإنجليزية)